# Rækkehus
Et rækkehus er når mere end to enfamiliehuse er bygget sammen i en række med lodret adskillelse mellem de enkelte boliger. Dog kan kædehuse og klyngehuse godt forvekles med et rækkehus, da de også er sammensidende bygninger
Fordelen ved et rækkehus er at varmetabet gennem ydervæggene er mindre, da typisk kun to facader vender ud mod det fri. Desuden er grunden hvorpå huset er placeret ofte mindre end andre villagrunde og dermed billigere.
I Danmark er den ældste bevarede rækkehusbebyggelse Boderne i Næstved, hvis ældste dele stammer fra 1400-tallet.

## Eksempler
- Beboelsen Jeruzalem, Amsterdam, Holland.
- Am Schweizer Garten, Berlin, Tyskland.
- Painted Ladies, San Francisco, USA.
- Ålstensgatan i Bromma, Sverige.
- Riksrådsvägen i Stockholm, Sverige.
- Royal Crescent i Bath, England.
- Boderne i Næstved, Danmark.
- Romerhusene i Helsingør, Danmark. tegnet af Jørn Utzon.